# Ayrton Portillo
Ayrton Nicolás Portillo (Santa Fe, 18 agosto 2000) è un calciatore argentino, centrocampista del San Martín (SJ) in prestito dal Defensa y Justicia.

## Caratteristiche tecniche
Centrocampista polivalente, gioca principalmente sulla fascia destra.

## Carriera
Portillo è cresciuto nel settore giovanile dell'Atlético Rafaela, con cui ha firmato il primo contratto professionistico nell'ottobre del 2020. Ha debuttato in prima squadra il 30 novembre seguente nell'incontro di Primera B Nacional pareggiato 3-3 contro il Dep. Riestra ed il 24 gennaio 2021 ha segnato il suo primo gol contro il Quilmes. A partire dal torneo del 2021 è diventato titolare del club biancoazzurro, con cui ha giocato complessivamente 123 incontri e segnato 7 reti.
Il 10 luglio 2024 è stato acquistato a titolo definitivo dal Defensa y Justicia, club contro cui aveva segnato pochi mesi prima in un incontro di Copa Argentina, approdando per la prima volta in Primera División. Ha debuttato con la nuova maglia il 22 luglio contro il Boca Juniors.

## Statistiche

### Presenze e reti nei club
Statistiche aggiornate al 1º agosto 2024.
| Stagione        | Squadra            | Campionato      | Campionato | Campionato | Coppe nazionali | Coppe nazionali | Coppe nazionali | Coppe continentali | Coppe continentali | Coppe continentali | Altre coppe | Altre coppe | Altre coppe | Totale | Totale | Totale |
| Stagione        | Squadra            | Comp            | Pres       | Reti       | Comp            | Pres            | Reti            | Comp               | Pres               | Reti               | Comp        | Pres        | Reti        | Pres   | Reti   |        |
| --------------- | ------------------ | --------------- | ---------- | ---------- | --------------- | --------------- | --------------- | ------------------ | ------------------ | ------------------ | ----------- | ----------- | ----------- | ------ | ------ | ------ |
| 2020            | Atlético Rafaela   | PN              | 8          | 1          |                 | -               | -               |                    | -                  | -                  | 8           | 1           |             |        |        |        |
| 2021            | Atlético Rafaela   | PN              | 29         | 3          | CA              | 1               | 0               |                    | -                  | -                  |             | -           | -           | 30     | 3      |        |
| 2022            | Atlético Rafaela   | PN              | 26         | 2          | CA              | 0               | 0               |                    | -                  | -                  |             | -           | -           | 26     | 2      |        |
| 2023            | Atlético Rafaela   | PN              | 35         | 0          | CA              | 0               | 0               |                    | -                  | -                  |             | -           | -           | 35     | 0      |        |
| 2024            | Atlético Rafaela   | PN              | 22         | 0          | CA              | 4               | 1               |                    | -                  | -                  |             | -           | -           | 26     | 1      |        |
| 2024            | Defensa y Justicia | PD              | 3          | 0          | CA+CdL          | 0               | 0               |                    | -                  | -                  |             | -           | -           | 3      | 0      |        |
| Totale carriera | Totale carriera    | Totale carriera | 123        | 6          |                 | 3               | 1               |                    | -                  | -                  |             | -           | -           | 126    | 7      |        |